# فاعية
الفاعية (الاسم العلمي: Echidnophaga) هي جنس من الحشرات تتبع الفصيلة البراغيث من رتبة البرغوثيات.